# Pierre Waché
Pierre Waché, né le 10 décembre 1974 à Auchel, est un ingénieur français de Formule 1. Il est actuellement directeur technique de l'écurie de Formule 1 Red Bull Racing.

## Biographie
Pierre Waché est titulaire d'un doctorat en dynamique des fluides de l'Institut national polytechnique de Lorraine, spécialisé en génie biomécanique. Après avoir obtenu son diplôme, il commence à travailler en 2001 pour le fabricant mondial de pneus Michelin dans leur programme en Formule 1. Il est ingénieur responsable de l'interaction entre les pneus et les conditions de piste pour les F1. Fin 2006, Michelin quitte la Formule 1 en tant que fournisseur de pneus, Pierre Waché est recruté par BMW Sauber F1 Team en tant qu'ingénieur de performance, travaillant avec les pneus et la suspension.
En 2009, BMW annonce qu'elle quitte la Formule 1, ce qui conduit Pierre Waché à remplacer Loïc Serra en tant que responsable des performances des véhicules pour Sauber. En 2013, il rejoint Red Bull Racing et devient ingénieur en chef avec un accent sur les performances des véhicules. Six mois plus tard, il est nommé pour succéder à Mark Ellis en tant que directeur des performances. Depuis 2018, il assume le rôle de directeur technique en tant que responsable de la conception et de la production de la voiture, avec la supervision d'Adrian Newey,.
Il est directeur technique en chef de Red Bull Racing depuis 2025.